# Atelier de fabrication numérique
Un atelier de fabrication numérique est un atelier où sont centralisées différentes machines à commande numérique.
Ce type d'atelier se retrouve aussi bien dans les écoles (écoles polytechniques), universités ou entreprises.
Plusieurs ateliers de ce type sont maintenant accessibles aux publics via des initiatives telles que les makerspaces, fablabs ou Techshop.